# 高麗橋野村ビル
高麗橋野村ビル （こうらいばしのむらビル）は、大阪府大阪市中央区にあるオフィスビル。野村財閥の持株会社である野村合名の地所部が建てた最初の貸ビル。

## 概要
大阪瓦斯ビルディングなどの設計で知られる、近畿地方を代表する建築家安井武雄の設計で1927年に建てられた。当時としてはまだ珍しかった鉄骨鉄筋コンクリート構造で、戦前は地上は6階までであったが、1964年に7階を増築した。
堺筋に面する広い間口に対して奥行きが極端に狭い敷地に建つ。東洋的な装飾が施され、モルタル塗りの腰壁は薄い褐色である。各階間の腰壁上端を外側に迫り出させた外壁形状はエーリヒ・メンデルゾーンが当時のドイツの建築でとった手法を採用している。さらにその縁をオリエンタル調の装飾を施している。

## 建築概要
- 設計：安井武雄
- 竣工：1927年
- 施工：大林組
- 構造：鉄骨鉄筋コンクリート造、地上7階、地下1階

## 交通アクセス
- 堺筋・高麗橋1交差点北西角